# Autechre

Logo Autechre

Autechre je anglické duo tvořící elektronickou hudbu, nejčastěji stylu IDM. V roce 1987 jej založila dvojice Sean Booth a Robert Brown v Rochdale ve Velkém Manchesteru. Je jednou z nejvýznamnějších skupin ve Warp Records.

## Diskografie

### Studiové alba
- Incunabula (1993, Warp, Wax Trax!, TVT)
- Amber (1994, Warp, Wax Trax!, TVT)
- Tri Repetae (1995, Warp, Wax Trax!, TVT)
- Chiastic Slide (1997, Warp)
- LP5 (1998, Warp, Nothing)
- Confield (2001, Warp)
- Draft 7.30 (2003, Warp)
- Untilted (2005, Warp)
- Quaristice (2008, Warp)
- Oversteps (2010, Warp)
- Exai (2013, Warp)
- elseq 1–5  (2016, Warp)
- NTS Sessions 1–4 (2018, NTS, Warp)
- Sign (2020, Warp)
- Plus (2020, Warp)

### EP
- Cavity Job (1991, Hardcore Records)
- Basscadet Mixes (1994, Warp)
- Anti (1994, Warp)
- Garbage (1995, Warp)
- Anvil Vapre (1995, Warp)
- Envane (1997, Warp)
- Cichlisuite (1997, Warp)
- Peel Session (1999, Warp)
- EP7 (1999, Warp, Nothing)
- Peel Session 2 (2000, Warp)
- Gantz Graf (2002, Warp)
- Digital Exclusive EP (2008, Warp)
- Quaristice.Quadrange.ep.ae (2008, Warp)
- Move of Ten (2010, Warp)
- L-Event (2013, Warp)